# Bagi Dániel
Bagi Dániel (Pécs, 1968. augusztus 23. –) magyar dzsesszzongorista, történész, a középkori lengyel–magyar kapcsolatokat kutató polonista.

## Élete
Édesapja Bagi István egykori alkotmánybíró és dzsesszzongorista. Apjához hasonlóan előbb ő is zongorázni tanult, majd később egy tudományterületen doktori címet szerzett. Zenei tanulmányait a Pécsi Művészeti Szakközépiskolában végezte.
Nős, három gyermek édesapja.

## Munkássága
1993 óta tanít a Pécsi Tudományegyetemen, jelenlegi beosztása egyetemi tanár a Bölcsészettudományi Karon. PhD tudományos fokozatát 1999-ben szerezte meg a debreceni Kossuth Lajos Tudományegyetemen, 2016-ban pedig akadémiai doktori fokozatot szerzett az MTA-nál. Publikációi magyar, lengyel, angol és német nyelven jelennek meg. Középkori és kora újkori történelemmel foglalkozik, egyik fő kutatási területe a lengyel–magyar kapcsolatok.
A történelem felé tanárai, Font Márta és Petneki Áronné terelték a figyelmét. Lengyelül az után kezdett tanulni, hogy 1985-ben egy lengyelországi zenei fesztiválon nehezen tudta megértetni magát. Munkásságából kiemelkedik, hogy I. (Nagy) Lajos király lengyelországi uralkodását új színben mutatta be egy monográfiában, illetve hogy magyar nyelvre fordította és monográfiában dolgozta fel a Gallus Anonymus által a 12. században írt Lengyel krónikát.
Tagja a Professzorok Batthyány Körének.
Muzsikusként dixieland, szving és fúziós jazz stílusú zenét játszik zongorán. 1982 és 1989 között a pécsi Royal Dixieland Band vezetője volt, majd a swing- és jazz-rock programú Brass College nagyzenekart és a Pro-Vocal együttest vezette. Közben a Stark Tibor irányításával 1986-ig működő Baranya Big Bandben is játszott. 1988-1989 folyamán a trombitás Molnár Márton vezette Harkány Big Bandben muzsikált, majd Kiss Szabolcs harsonás-énekes, Rónai József basszusgitáros és Guth Tamás dobos társaságában alapítója lett a „Forgó-morgó” együttesnek, mely a 2000-es években más pécsi muzsikusokkal kiegészülve Six For You néven működött.

## Főbb művei
- Ottokar aus der Gaal; Bagi, Dániel (ford.): Stájer rímes krónika. (Részletek). Fordította, bevezető tanulmánnyal és kommentárokkal közreadja Bagi Dániel. Budapest, Bölcsészettudományi Kutatóközpont (2023) , 410. p. ISBN 9786155133244
- Divisio regni: Országmegosztás, trónviszály és dinasztikus történetírás az Árpádok, Piastok és Premyslidák birodalmában a 11. és a korai 12. században. Pécs, Kronosz Kiadó (2017) , 473 p. ISBN 9789634670162
- Az Anjouk Krakkóban: Nagy Lajos lengyelországi uralmának belpolitikai kérdései. Pécs, Kronosz Kiadó (2014) , 168 p. ISBN 9786155339714
- Królowie węgierscy w Kronice Galla Anonima. Kraków, Polska Akademia Umiejetnosci (2008) , 238 p. ISBN 9788360183908 ISBN 8360183902
- Gall, Névtelen; Bagi, Dániel (ford.); Jankovits, László (ford.); Bagi, Dániel (forráskiadás készítője): A lengyel fejedelmek avagy hercegek krónikája és tettei. Budapest, Argumentum Kiadó (2007) , 306 p. ISBN 9789634464655
- Gallus Anonymus és Magyarország: a Geszta magyar adatai, forrásai, mintái, valamint a szerző történetszemlélete a latin Kelet-Közép-Európa 12. század eleji latin nyelvű történetírásának tükrében. Budapest, Argumentum Kiadó (2005) , 276 p. ISBN 9789634463559 ISBN 963446355X[2]

## Díjai
- Lengyel Történeti Társulat Pro Historia Polonorum-díja (2007)[3]